# 学校法人東京理科大学
学校法人東京理科大学（がっこうほうじんとうきょうりかだいがく）は東京理科大学を設置している学校法人。

## 概要
旧制東京物理学校の運営団体として1885年に発足した「東京物理学校維持同盟」を源流としており、同団体から経営権を譲渡されて設立（1915年）された「財団法人東京物理学校」が現法人の直接の前身である。戦後、学校法人東京物理学園に組織変更し、物理学校の後身にして新制私立大学たる東京理科大学の経営団体となり、その後現在の名称に変更した。

## 沿革

### 「東京物理学校維持同盟」の発足
寺尾寿を始めとする東京大学理学部仏語物理学科の初期の出身者（第3回までの卒業生及び中退者）21名は、同学科が3回の卒業限りで廃止されるのをきっかけに、物理学普及のための活動を行うことを決めた。彼らは当初講演会（街頭演説会）を企画したが、自由民権運動との関係で講演会の開催が許されなかったため、夜学校の設立に踏み切った。こうして1881年（明治14年）6月13日、東京理科大学の前身となる私立夜学校「東京物理学講習所」の設立広告が出されたが、21名の設立者はいずれも公務に就いていた者ばかりであり、余暇を使って無給で講義を行っていた。さらに開校当初は生徒がなかなか集まらず、講習所は経営難に苦しんだ。
そのため講習所が東京物理学校と改称された（1883年9月）のち、1885年9月、設立者21名中の16名により「東京物理学校維持同盟」が結成され、同盟者が資金を出し合って学校運営に充当する体制が確立された（「東京物理学会維持同盟規則」では同盟者の休講に際して罰金の支払いが義務づけられている）。これにより学校運営はようやく軌道に乗り、学生数も増加していった。

### 維持同盟から財団法人へ
しかし経営母体たる維持同盟が単なる有志団体で法人でなかったことはその後の物理学校の発展にさまざまな影を落とし、同盟による学校経営の限界が次第に露わになっていく。1903年、専門学校令が発布され、多くの私立学校が同令に準拠する旧制専門学校に昇格したが、この際、物理学校は経営母体の問題から、専門学校昇格の要件を満たすことができず、単なる「各種学校」の地位に甘んじることとなった。1914年（大正3年）には寺尾寿ら一部の設立者や学校幹部の間で早稲田大学への身売り（経営譲渡）が検討され、当時の高田早苗早大総長に打診がなされるまでに至ったが、結局他の設立者や同窓会より反対論が起こり身売り構想は白紙となった。
この紛争は、維持同盟に代わる財団法人設立への動きを加速させることになった。1915年5月26日、「財団法人東京物理学校」が発足し維持同盟から経営権を譲渡された。この結果、物理学校は1917年3月27日、長年の念願であった専門学校への昇格を果たすことができた。

### 東京物理学園から学校法人東京理科大学へ
第二次世界大戦後の1949年2月、学制改革にともない物理学校は新制・私立大学たる東京理科大学へと移行し、これにより同年7月に財団法人東京物理学校は「財団法人東京物理学園」と改称した。さらに1951年3月には私立学校法の施行にともない、同法の附則第3項の規定に基づき財団法人から「学校法人東京物理学園」へと組織変更した。その後1988年には「学校法人東京理科大学」と改称し現在に至る。1991年11月には創立110年記念事業として物理学校時代の木造校舎を模して築造した東京理科大学近代科学資料館の運営にもあたっている。
系列校としては1987年4月に東京理科大学山口短期大学、1990年（平成2年）4月に東京理科大学諏訪短期大学が設立され、両校はそれぞれ山口東京理科大学（1995年4月）・諏訪東京理科大学（2002年4月）へと移行し、さらに系列校のうち山口東京理科大学が2016年4月に山陽小野田市立の公立大学、諏訪東京理科大学が2018年4月に諏訪広域公立大学事務組合立の同じく公立大学と、それぞれ移行して系列を離脱した。このため、現時点（2023年）で系列校としては残っていない。

### 設立者たち
太字は「東京物理学校維持同盟」参加者。
- 寺尾寿
- 中村恭平
- 加瀬代助
- 難波正
- 名村（のち玉名）程三
- 櫻井房記
- 高野瀬宗則
- 和田雄治
- 中村精男
- 信谷定爾
- 谷田部梅吉
- 保田棟太
- 小林有也
- 鮫島晋
- 千本福隆
- 桐山篤三郎
- 三守守
- 沢野忠基
- 赤木周行
- 三輪桓一郎

### 年表
- 1881年6月13日 - 寺尾寿ら21名が東京物理学講習所の設立。
- 1883年9月 - 東京物理学校と改称。
- 1885年9月 - 東京物理学校維持同盟の結成。
- 1915年5月26日 - 財団法人東京物理学校発足。維持同盟から経営権譲渡。
- 1949年2月21日 - 東京理科大学の設置が認可される。
- 1949年7月 - 財団法人東京物理学校を財団法人東京物理学園と改称。
- 1951年3月1日 - 財団法人東京物理学園から学校法人東京物理学園に組織変更。
- 1951年3月31日 - 東京物理学校廃止。
- 1987年4月 - 東京理科大学山口短期大学設立。
- 1988年4月 - 学校法人東京理科大学と改称。
- 1990年4月 - 東京理科大学諏訪短期大学設立。
- 1991年11月 - 創立110年を記念し東京理科大学近代科学資料館を設置。
- 1995年4月 - 山口短期大学を基礎に、山口東京理科大学を設立。
- 1996年11月19日 - 山口短期大学廃止。
- 2002年4月 - 諏訪短期大学を基礎に、諏訪東京理科大学を設立。
- 2003年11月5日 - 諏訪短期大学廃止。
- 2016年4月 - 山口東京理科大学を公立大学法人に移行。
- 2018年4月 - 諏訪東京理科大学を公立大学法人に移行。

## 設置校

### 現在設置している学校
- 東京理科大学

### かつて設置していた学校
- 東京物理学校 - 旧制校。東京理科大の前身。
- 東京理科大学山口短期大学 - 1996年廃止。
- 東京理科大学諏訪短期大学 - 2016年廃止。
- 山口東京理科大学 - 公立（山陽小野田市立）に移管し、山陽小野田市立山口東京理科大学となる。
- 諏訪東京理科大学 - 公立（諏訪広域公立大学事務組合立）に移管し、公立諏訪東京理科大学となる。

## 歴代理事長
| 代    | 氏名       | 在任期間        |
| ----- | ---------- | --------------- |
| 初代  | 本多光太郎 | 1951年 - 1953年 |
| 第2代 | 平川仲五郎 | 1953年 - 1978年 |
| 第3代 | 橘髙重義   | 1978年 - 1997年 |
| 第4代 | 坂部三次郎 | 1997年 - 1999年 |
| 第5代 | 小浦延幸   | 1999年 - 2002年 |
| 第6代 | 塚本桓世   | 2002年 - 2012年 |
| 第7代 | 中根滋     | 2012年 - 2015年 |
| 第8代 | 本山和夫   | 2015年 - 2021年 |
| 第9代 | 浜本隆之   | 2021年 - 現職   |